# 대한민국 형사소송법 제47조
대한민국 형사소송법 제47조는 소송서류의 비공개에 대한 형사소송법의 조문이다.

## 조문
제47조(소송서류의 비공개) 소송에 관한 서류는 공판의 개정 전에는 공익상 필요 기타 상당한 이유가 없으면 공개하지 못한다.

## 참고 문헌
- 손동권 신이철, 새로운 형사소송법(초판, 2013), 세창, 2013. ISBN 9788984114081